# 유랑지구
《유랑지구》(중국어: 流浪地球, 영어: The Wandering Earth)는 2019년 개봉한 중국의 SF 재난 영화이다. 류츠신의 단편 SF 소설 〈떠도는 지구〉를 원작으로 한다. 중국에서 역대 2위의 흥행 성적을 올린 블록버스터이다. 궈판 감독이 연출했고, 취추샤오, 리광제, 자오진마이, 오맹달, 우징이 출연한다. 배경은 2075년이다.
태양이 적색거성이 되었을 때 지구를 하나의 거대한 로켓으로 사용하고, 영하 70도, 목성 충돌 37시간 전, 대재앙을 맞은 지구를 옮기기 위한 범우주적 인류 이민계획을 그린다.

## 줄거리
2078년, 태양이 적색 거성으로 확장하면서 100년 안에 지구를 삼킬 위기에 처한다. 인류는 지구를 태양계 밖으로 이동시키기 위해 12,000개의 거대한 핵융합 엔진을 건설한다. 우주정거장에서 임무를 수행하게 된 우주비행사 류페이창은 아들 류치을 장인 한즈앙에게 맡기고 떠난다. 지구 자전이 멈추면서 발생하는 추위와 재앙으로 절반의 인류는 지하로 이주하고 나머지는 죽음을 맞이한다.
17년 후, 류페이창은 지구로 귀환을 앞두고 있다. 성인이 된 류치는 위조 신분증과 방한복을 구해 할아버지의 허가증을 이용해 양동생 한둬둬와 함께 지상 관광을 나섰다가 검문소에서 체포된다. 그 과정에서 할아버지 한즈앙도 손주들을 빼내려다 뇌물죄로 함께 체포된다. 한편 지구는 목성에 접근하고, 목성의 중력 급증으로 인해 지진이 발생하고 지구 엔진들이 고장나면서 지구가 목성과 충돌할 위기에 처한다.
네 사람은 탈출 과정에서 다른 지하 도시로 이동하려 하지만, 긴급 임무를 위해 트럭이 징발된다. 이들은 항저우의 지구 엔진을 재가동하기 위한 핵심 부품인 라이터 코어를 운반하는 임무를 맡게 된다. 상하이 폐허에서 한즈앙은 사망하고, 류치와 한둬둬, 팀은 다른 구조대원들과 갈등을 겪은 후 임무를 포기한다. 이들은 추락한 화물 수송기에서 멀쩡한 차량을 발견하고, 생존한 엔지니어 리이이의 설득으로 술라웨시의 엔진을 수리하기 위해 다른 라이터 코어를 운반하기로 한다.
우주정거장에서는 컴퓨터 사령관 MOSS가 지구를 포기하고 정거장을 새로운 행성에 생태계를 심는 우주 방주로 개조하려는 계획을 세운다. 강제 동면에서 깨어난 류페이창은 MOSS의 계획을 막으려 한다. 러시아 우주비행사 마카로프와 함께 우주 유영을 하던 중 마카로프는 정거장 자동 보안 시스템에 의해 사망하고, 류페이창은 통제실에 들어가지만 MOSS에 의해 모든 시도가 무산된다. 지구에서는 술라웨시 보급소에 도착한 류치 일행이 대부분의 엔진이 복구되었지만, 목성과의 거리가 너무 가까워 지구 궤도 변경이 불가능하다는 사실을 알게 된다. MOSS는 최후의 메시지를 전파하지만 류페이창은 MOSS의 지시를 거부한다.
목성이 지구의 대기를 빨아들이기 시작하자 류치는 목성의 가스와 지구의 산소가 혼합된 것을 폭발시켜 충격파를 일으켜 지구를 목성에서 밀어낼 것을 제안한다. 리이이는 술라웨시 엔진을 조작해 목성을 점화할 수 있는 플라스마 광선을 발사하지만, 점화 장치를 작동시킬 수 없다. 한둬둬의 연락을 받은 류페이창은 MOSS의 반대에도 불구하고 지구 통합정부에 도움을 요청한다. 여러 구조팀이 다른 엔진들을 점화하지만 수소를 점화시키지 못한다. 류페이창은 MOSS를 정지시키기 위해 우주정거장을 플라스마 제트 속으로 몰아넣어 희생하고, 대기 폭발로 지구는 파괴를 가까스로 면하게 된다.
3년 후, 지구는 알파 센타우리 항성계를 향해 계속 이동하고, 류치, 한둬둬, 리이이는 트럭 운전사로 일하며 살아간다.

## 출연
- 취추샤오 - 류치 역
- 리광제 - 왕레이 중위 역
- 오맹달 - 한쯔양 역
- 자오진마이 - 한둬둬 역
- 우징 - 류페이창 역
- 아르카디 샤로그라드스키 - 마카로프 역
- 쑤이카이 - 팀 역
- 장이츠 - 리이이 역

## 영화 정보
- 중국 춘절(설 연휴) 기간에 개봉된 《유랑지구》는 중국에서 45억 위안의 흥행실적을 올리며 전랑2에 이어 중국 역대 2위 흥행 성공영화가 되었다.[2]
- 2019년 4월 18일(목요일) 개봉한 《유랑지구》는 개봉일 172개 스크린에서 349회 상영되어 2385명의 관객이 들었다. 첫 주말인21일(일)까지 4134명의 관객이 들었다.[3]
- 영화 특수효과 작업에는 한국 CG업체 매크로그래프가 참여했다.[1]
- 넷플릭스를 통해 전 세계에 공개되었다.[1]